# Aeroporto di Monastir-Habib Bourguiba
L'aeroporto di Monastir-Habib Bourguiba (in arabo: مطار المنستير ألحبيب بورقيبة) è un aeroporto internazionale della Tunisia, intitolato ad Habib Bourguiba (1903-2000), primo Presidente della Repubblica di Tunisia dal 1957 fino al 1987. Il codice IATA è MIR, il codice ICAO è DTMB. È utilizzato soprattutto da compagnie di voli charter per portare i turisti nelle località marine della costa orientale della Tunisia. Inoltre, è il principale aeroporto della città di Susa. Tutti i principali servizi di terra sono forniti da Nouvelair.
Nel 2007, l'aeroporto ha gestito 4.279.802 passeggeri.
L'aeroporto è il decimo più grande dell'Africa.